# Trzemoszna
Trzemoszna – wieś sołecka w Polsce położona w województwie świętokrzyskim, w powiecie koneckim, w gminie Końskie.
W skład sołectwa Trzemoszna wchodzą także wsie Małachów i Radomek.
Prywatna wieś szlachecka Trzemeszna, położona była w drugiej połowie XVI wieku w powiecie opoczyńskim województwa sandomierskiego. W latach 1975–1998 miejscowość administracyjnie należała do województwa kieleckiego.
Wierni Kościoła rzymskokatolickiego należą do parafii św. Anny w Bedlnie.